# Prolyl-4-Hydroxylase
Die Prolyl-4-Hydroxylase (4-PH) (auch: Procollagenprolin-Dioxygenase, EC 1.14.11.2) ist ein Enzymkomplex in Eukaryoten (Eucaryota), der in Gewebetieren oder Wirbeltieren die Hydroxylierung von Prolylresten in Proteinen katalysiert. Dabei handelt es sich um eine posttranslationale Modifikation. Sie ist essentiell für die Biosynthese des Kollagens.

## Katalysierte Reaktion
Mithilfe molekularen Sauerstoffs (O2) werden bestimmte Prolylreste des physiologischen Substrats Kollagen hydroxyliert. Dabei geht jeweils ein Sauerstoffatom auf α-Ketoglutarat, welches (durch Decarboxylation) zum Succinat wird, das andere auf den Prolylrest, welcher zum 4-Hydroxyprolyl wird. Dabei können gleichzeitig zwei verschiedene Reaktionen ablaufen:
- die Prolyl-Hydroxylierung ohne Ascorbat:
 Prolyl-Procollagen + α-Ketoglutarat + O2 {\displaystyle {\xrightarrow {\mathrm {Fe} ^{2+}}}} 4-Hydroxyprolyl-Procollagen + Succinat + CO2
- die ungekoppelte Decarboxylierung von Ketoglutarat mit Ascorbat (mit und ohne Anwesenheit des Prolylrests):
 (Prolyl-Procollagen +) α-Ketoglutarat + Ascorbat + O2 {\displaystyle {\xrightarrow {\mathrm {Fe} ^{2+}}}} (Prolyl-Procollagen +) Succinat + CO2 + Dehydroascorbat

Bei der ersten Reaktion werden also nicht beide Atome eines Sauerstoffmoleküls auf dasselbe Substrat übertragen, sondern auf zwei verschiedene.

## Struktur
Es handelt sich um ein Tetramer aus zwei α- und zwei β-Untereinheiten. Die α-Untereinheit kann beim Menschen von drei möglichen paralogen Genen codiert sein, wobei es jeweils noch Isoformen durch alternatives Spleißen gibt. Bei der zweiten Untereinheit handelt es sich um eine Proteindisulfid-Isomerase, die, an der posttranslationalen Modifikation von Proteinen teilnehmend, in hoher Konzentration als Chaperon fungieren kann. Sie ist außerdem Untereinheit des MTTP-Proteins.
| Name     | Gen   | Protein-Größe (aa) | UniProt | OMIM   | Kommentar                                                              |
| -------- | ----- | ------------------ | ------- | ------ | ---------------------------------------------------------------------- |
| 4-PH α-1 | P4HA1 | 534                | P13674  | 176710 | ER-Lumen. Isoformen 1,2. EC 1.14.11.2                                  |
| 4-PH α-2 | P4HA2 | 514                | O15460  | 600608 | ER-Lumen. Isoformen IIa, IIb. EC 1.14.11.2                             |
| 4-PH α-3 | P4HA3 | 525                | Q7Z4N8  | 608987 | ER-Lumen, Plazenta, Leber, fetales Gewebe. Isoformen 1,2. EC 1.14.11.2 |
| PDI      | P4HB  | 491                | P07237  | 176790 | ubiquitär, multifunktionell, EC 5.3.4.1                                |

## Enzym und Koenzyme
Die Prolylhydroxylase ist eine mischfunktionelle Hydroxylase oder Dioxygenase.
In ihrem aktiven Zentrum befindet sich reduziertes Eisen (Fe2+), welches kurzfristig ein Elektron abgeben kann.
Kofaktoren: Zur Aktivität benötigt es α-Ketoglutarat, zur Regeneration Ascorbat (siehe Ascorbinsäure#Physiologische Bedeutung). Außerdem sind für die Aktivität das Substrat und molekularer Sauerstoff sowie Abwesenheit spezifischer Inhibitoren erforderlich.

## Vorkommen und Expression
Prolylhydroxylasen sind bei der Biosynthese von Kollagen erforderlich, kommen also in allen Wirbeltier-Fibroblastenzellen und Bindegewebezellen sowie vielen anderen Zellen vor, werden aber nicht in allen Körperzellen exprimiert.

## Stimulation / Inhibition
Die Enzymaktivität kann durch Bleomycin stimuliert werden.
Prolylhydroxylasen können durch Poly(L-Prolin), durch Poly(ADP-Ribose), Roxadustat oder durch Erythropoetin (EPO, siehe Erythropoietin #Induktoren der EPO-Synthese) spezifisch inhibiert werden.